# Iers voetbalelftal (1882-1950) (mannen)
Het Iers voetbalelftal was een team van voetballers dat het eiland Ierse eiland vertegenwoordigde in internationale wedstrijden van 1882 tot 1950. Het was het vierde oudste nationale team ter wereld en speelde voornamelijk wedstrijden in het British Home Championship tegen Engeland, Schotland en Wales. Hoewel het team meestal met Wales vocht om de laatste plaats te vermijden kon het team de competitie toch winnen in 1914 en de titel delen met Engeland en Schotland in 1903.
Na de deling van Ierland begin jaren twintig in de Ierse Vrijstaat en Noord-Ierland kreeg het nieuwe onafhankelijke land een eigen voetbalbond met een eigen nationaal voetbalelftal. De Irish Football Association (IFA) beperkte zich nu tot Noord-Ierland, maar bleef tot 1950 onder de naam Ierland spelen (in het British Home Championship zelfs tot halverwege de jaren zeventig), met spelers uit geheel Ierland. Na 1950 werden er geen spelers meer uit Ierland geselecteerd en vanaf 1954 nam het team als Noord-Ierland deel aan internationale wedstrijden.

## Geschiedenis

### Beginjaren
Op 18 februari 1882, twee jaar na de oprichting van de IFA, speelde het team zijn eerste interland in Bloomfield Parkin Belfast tegen Engeland en werd zo het vierde team ter wereld. De wedstrijd eindigde in een 0-13 nederlaag. Voor de Ieren zouden alle volgende interlands beter aflopen, de Engelsen zouden nooit meer een hogere score behalen. Samuel Johnston was 15 jaar en 154 dagen en is zo nog steeds een van de jongste spelers ooit die voor een nationaal team speelde. Een week na de eerste interland volgde al de tweede op de Racecourse Ground van het Welshe Wrexham. Johnston scoorde het eerste doelpunt voor de Ieren, hoewel ze de wedstrijden met zware 7-1 cijfers verloren.
In 1884 nam het team deel aan de allereerste British Home Championship, waar ze alle drie de wedstrijden verloren. Pas op 13 maart 1887 slaagde het team erin om voor het eerst te winnen, 4-1 tegen Wales in Belfast. Hiervoor hadden ze veertien keer verloren en één keer gelijk gespeeld, wat de langste reeks zonder overwinning zou worden uit de negentiende eeuw. Ondanks deze overwinning bleven de zware nederlagen ook komen. Op 3 maart 1888 verloren ze met 0-11 van Wales en op 23 februari 1901 met dezelfde cijfers van Schotland. Voor beide teams geldt dit als de grootste overwinning uit hun geschiedenis. Toch waren er ook betere momenten. Zo wonnen ze op 7 februari 1891 met 7-2 tegen Wales. Een van de betere spelers van het team was Jack Reynolds, die kort daarna aangetrokken werd door West Bromwich Albion. Later werd ontdekt dat Reynolds eigenlijk een Engelsman was en hij speelde daarna ook nog voor het Engelse team. Op 3 maart 1894 slaagde het team er na dertien nederlagen in om gelijk te spelen tegen Engeland, nu met Reynolds aan hun zijde.
Omdat de Ieren niet over dezelfde sterkte beschikten als Engeland en Schotland begonnen de carrières van de internationals vroeger en duurden ze langer, waardoor ze in de negentiende eeuw zowel het jongste team als het oudste team ter wereld hadden. In 1897 werd Billy Crone, oud-speler van Distillery de eerste bondscoach ter wereld. In 1899 wijzigde de IFA ook de regels voor de spelers die voor het team mochten uitkomen. Tot dan mochten enkel spelers voor Ierland spelen die in de Ierse competitie speelden, voornamelijk van de drie grote clubs uit Belfast (Linfield, Cliftonville en Distillery. Op 4 maart 1899 werden vier Ieren opgesteld die in Engeland woonden voor de wedstrijd tegen Wales. De wijziging wierp meteen vruchten af want Ierland won met 1-0. Drie weken later werd een van deze vier spelers, Archie Goodall, met zijn 34 jaar en 279 dagen de oudste speler in de negentiende eeuw die in een interland kon scoren in de 1-9 nederlaag tegen Schotland. Goodall speelde tot zijn veertigste voor Ierland en scoorde nog op 28 maart 1903 tegen Wales toen hij 38 jaar en 238 dagen was. Daarmee is hij de oudste doelpuntenmaker ooit voor de Ieren. Met de goal zorgde hij ook voor een gedeelde winst in het British Home Championship nadat het team de week ervoor Schotland voor de eerste keer verslagen had.

### Brits kampioen
Engeland werd pas op 15 februari 1913 voor het eerst verslagen, dankzij twee doelpunten van Billy Gillespie.
Het grootste succes van het team volgde in 1914 op het British Home Championship. Na een 1-2 overwinning op Wales volgde een 0-3 zege tegen Engeland. Na een gelijkspel tegen Schotland werd het team de winnaar. Hierna zou er pas opnieuw gespeeld worden na de Eerste Wereldoorlog. Na de oorlog begon het team opnieuw eind 1919 op het Home Championship, waar ze met acht debutanten begonnen en hoewel ze laatste werden toch twee keer gelijk speelden.

### Interbellum
Begin jaren twintig speelde het team voor het eerst ook tegen andere landen en werkte interlands af tegen Frankrijk, Noorwegen en Zuid-Afrika. Op 2 februari 1930 won het team met 7-0 van Wales. Joe Bambrick van Linfield scoorde maar liefst zes keer en het zou de grootste zege ooit uit de geschiedenis van het team zijn. De rest van de jaren dertig kon het team geen potten meer breken op het Home Championship.

### Splitsing
In 1920 werd Ierland gesplitst in Noord- en Zuid-Ierland en in 1922 werd Zuid-Ierland onafhankelijk als de Ierse Vrijstaat, wat later de Republiek Ierland zou worden. Na deze politieke beslissingen werd in 1921 in Dublin de Football Association of Ireland (FAI) opgericht, die een eigen competitie organiseerde en later ook een eigen nationaal team kreeg. De FAI werd door de FIFA erkend op voorwaarde dat ze de naam zouden wijzigen in Football Association of the Irish Free State. Tegelijkertijd bleef de oude IFA wedstrijden afwerken onder de Ierse naam en riep daarbij niet enkel spelers uit Noord-Ierland op maar ook uit de Ierse Vrijstaat. Begin jaren dertig speelde de Noord-Ier Harry Chatton ook enkele wedstrijden voor de Ierse Vrijstaat. Vanaf 1936 speelde het team van de FAI ook als team voor heel Ierland. Beide teams speelden als Ierland en maar liefst 39 spelers kwamen voor beide teams uit. In een tijdperk toen er nog maar weinig interlands gespeeld werden sloegen de spelers dan ook geen aanbod af van het team dat hun een plaats gaf. Tussen 1928 en 1946 was de IFA niet aangesloten bij de FIFA waardoor de twee Ierlanden nooit in dezelfde competities speelden. Enkel in 1949 namen de teams samen deel aan de kwalificatie voor het WK in Brazilië, maar ze speelden niet in dezelfde groep.

### Einde van een tijdperk
In 1946 werd de splitsing van de IFA en de FAI nog eens benadrukt toen Engeland op enkele dagen tijd tegen beide teams speelde. De FA had aan de bonden gevraagd om enkel spelers te selecteren uit hun eigen jurisdictie. De FAI hield zich hieraan, maar de IFA niet waardoor twee spelers in dezelfde week tegen Engeland speelden telkens voor een ander team. In het Home Championship van 1947 speelden zelfs zeven spelers die in Ierland geboren waren voor de IFA, die uiteindelijk de tweede plaats konden bemachtigen. Ook hierna bleven ze regelmatig vijf tot zeven spelers opstellen uit Ierland wat hen vaak ook nog goede resultaten opleverde zoals een overwinning op Schotland en een gelijkspel tegen Engeland. De Britse teams werden in 1949 terug lid van de FIFA om zo te kunnen deelnemen aan de kwalificatie voor het WK 1950. Het Home Championship 1949/50 gold als kwalificatie voor het WK voor de vier teams. De Ieren kregen twee zware nederlagen aangesmeerd en konden enkel gelijkspelen tegen Wales. Het was de laatste keer dat er een Iers elftal opgesteld werd. Vier spelers, waaronder kapitein Con Martin, werden in Ierland geboren. Alle vier hadden de spelers ook voor Ierland gespeeld in hun kwalificatiecampagne. De FAI wilde echter komaf maken met de situatie en drong er bij de spelers op aan om een document te ondertekenen om niet voor de IFA te spelen. In april 1950 tekende de laatste speler. De bond voerde een regel in dat transfers naar het buitenland tegengehouden werden als het document niet ondertekend werd. De IFA ging klagen bij de FIFA, die zei dat de regel niet geldig was maar ook dat de IFA geen spelers mocht oproepen uit Ierland. Er werd wel een uitzondering gemaakt voor het Home Championship omdat er in 1923 vastgelegd werd dat de FIFA zich niet met deze competitie mocht bemoeien.
Beide teams bleven echter als Ierland spelen tot op een FIFA-congres in 1953 besloten werd dat de Republiek Ierland enkel nog de term Ierland mocht gebruiken en dat het andere team vanaf nu Noord-Ierland zou heten. De IFA protesteerde en mocht in het Home Championship wel nog steeds als Ierland aantreden, wat ze tot in 1971 zouden doen.

## Prestaties op internationale toernooien

### Wereldkampioenschap
| Wereldkampioenschap voetbal | Wereldkampioenschap voetbal | Wereldkampioenschap voetbal | Wereldkampioenschap voetbal | Wereldkampioenschap voetbal | Wereldkampioenschap voetbal | Wereldkampioenschap voetbal | Wereldkampioenschap voetbal | Wereldkampioenschap voetbal |
| Jaar                        | Ronde                       | Wed.                        | W                           | G                           | V                           | DV                          | DT                          | Kwal                        |
| --------------------------- | --------------------------- | --------------------------- | --------------------------- | --------------------------- | --------------------------- | --------------------------- | --------------------------- | --------------------------- |
| 1930–1938                   | Geen deelname               | Geen deelname               | Geen deelname               | Geen deelname               | Geen deelname               | Geen deelname               | Geen deelname               | Geen deelname               |
| 1950                        | Niet gekwalificeerd         | Niet gekwalificeerd         | Niet gekwalificeerd         | Niet gekwalificeerd         | Niet gekwalificeerd         | Niet gekwalificeerd         | Niet gekwalificeerd         | Niet gekwalificeerd         |
| Totaal                      | 0 keer                      | 0                           | 0                           | 0                           | 0                           | 0                           | 0                           |                             |

 Albanië ·  Andorra ·  Armenië ·  Azerbeidzjan ·  België ·  Bosnië en Herzegovina ·  Bulgarije ·  Cyprus ·  Denemarken ·  Duitsland ·  Engeland ·  Estland ·  Faeröer ·  Finland ·  Frankrijk ·  Georgië ·  Gibraltar ·  Griekenland ·  Hongarije ·  Ierland ·  IJsland ·  Israël ·  Italië ·  Kazachstan ·  Kosovo ·  Kroatië ·  Letland ·  Liechtenstein ·  Litouwen ·  Luxemburg ·  Malta ·  Moldavië ·  Montenegro ·  Nederland ·  Noord-Ierland ·  Noord-Macedonië ·  Noorwegen ·  Oekraïne ·  Oostenrijk ·  Polen ·  Portugal ·  Roemenië ·  Rusland ·  San Marino ·  Schotland ·  Servië ·  Slovenië ·  Slowakije ·  Spanje ·  Tsjechië ·  Turkije ·  Wales ·  Wit-Rusland ·  Zweden ·  Zwitserland
 Bohemen ·  Bohemen en Moravië ·  Duitse Democratische Republiek ·  Ierland ·  Joegoslavië ·  Servië en Montenegro ·  Tsjecho-Slowakije ·  GOS ·  Saarland ·  Sovjet-Unie
IFA · A-internationals · Selecties · Bondscoaches · Noord-Iers vrouwenelftal · Brits olympisch elftal · N-Ierland U21 · N-Ierland U20 · N-Ierland U19 · N-Ierland U18 · N-Ierland U17 · N-Ierland U16
1882 – 1899 ·
1900 – 1919 ·
1920 – 1929 ·
1930 – 1939 ·
1940 – 1949 ·
1950 – 1959 ·
1960 – 1969 ·
1970 – 1979 ·
1980 – 1989 ·
1990 – 1999 ·
2000 – 2009 ·
2010 – 2019 ·
2020 – 2029
EK 2016
WK 1958 · 
WK 1982 · 
WK 1986
1921 · 
1922 · 
1923 · 
1924 · 
1925 · 
1926 · 
1927 · 
1928 · 
1929 · 
1930 · 
1931 · 
1932 · 
1933 · 
1934 · 
1935 · 
1936 · 
1937 · 
1938 · 
1939 · 
1940 · 1941 · 1942 · 1943 · 1944 · 1945 · 
1946 · 
1947 · 
1948 · 
1949 · 
1950 · 
1952 · 
1952 · 
1953 · 
1954 · 
1955 · 
1956 · 
1957 · 
1958 · 
1959 · 
1960 · 
1961 · 
1962 · 
1963 · 
1964 · 
1965 · 
1966 · 
1967 · 
1968 · 
1969 · 
1970 · 
1971 · 
1972 · 
1973 · 
1974 · 
1975 · 
1976 · 
1977 · 
1978 · 
1979 · 
1980 · 
1981 · 
1982 · 
1983 · 
1984 · 
1985 · 
1986 · 
1987 · 
1988 · 
1989 · 
1990 ·
1991 · 
1992 · 
1993 · 
1994 · 
1995 · 
1996 · 
1997 · 
1998 · 
1999 · 
2000 · 
2001 · 
2002 · 
2003 · 
2004 · 
2005 · 
2006 · 
2007 · 
2008 · 
2009 · 
2010 · 
2011 · 
2012 · 
2013 · 
2014 · 
2015 · 
2016 · 
2017 · 
2018 · 
2019 · 
2020 · 
2021 ·
2022 ·
2023 ·
2024
Albanië ·
Algerije ·
Andorra ·
Argentinië ·
Armenië ·
Australië ·
Azerbeidzjan ·
Barbados ·
België ·
Bosnië en Herzegovina ·
Brazilië ·
Bulgarije ·
Canada ·
Chili ·
Colombia ·
Costa Rica ·
Cyprus ·
Denemarken ·
Duitsland ·
Engeland ·
Estland ·
Faeröer ·
Finland ·
Frankrijk ·
Georgië · 
Griekenland ·
Honduras ·
Hongarije ·
Ierland ·
IJsland ·
Israël ·
Italië ·
Joegoslavië ·
Kazachstan ·
Kosovo ·
Kroatië ·
Letland ·
Liechtenstein ·
Litouwen ·
Luxemburg · 
Malta ·
Marokko ·
Mexico ·
Moldavië ·
Montenegro ·
Nederland ·
Nieuw-Zeeland ·
Noorwegen ·
Oekraïne ·
Oostenrijk ·
Panama ·
Polen ·
Portugal ·
Qatar ·
Roemenië ·
Rusland ·
Saint Kitts en Nevis ·
San Marino ·
Schotland ·
Servië ·
Servië en Montenegro ·
Slovenië ·
Slowakije ·
Sovjet-Unie ·
Spanje ·
Thailand ·
Trinidad en Tobago ·
Tsjechië ·
Tsjecho-Slowakije ·
Turkije ·
Uruguay ·
Verenigde Staten ·
Wales ·
Wit-Rusland · 
Zuid-Korea ·
Zweden ·
Zwitserland
Frankrijk (1982) · Oekraïne (2016) · Oostenrijk (1982) · Polen (2016)